# 蓋伊醫院
蓋伊醫院（Guy's Hospital）是一所位於英國倫敦市中心的大型醫院，屬於蓋伊和聖托馬斯國民保健信託基金會（Guy's and St Thomas' NHS Foundation Trust）的一部份，亦是醫療科學學術中心國王醫療合作聯盟（King's Health Partners）的成員。蓋伊醫院為倫敦國王學院醫學院的其中一所教學醫院，另外兩所醫院分別為聖托馬斯醫院（St Thomas' Hospital）及國王學院醫院（King's College Hospital）。蓋伊醫院塔翼（前稱蓋伊塔）曾為全球最高的醫院大樓，塔翼樓高148.65（487.7英尺），合共34樓。在2022年爆發的猴痘疫情中，該醫院接受了首位患者。

## 歷史

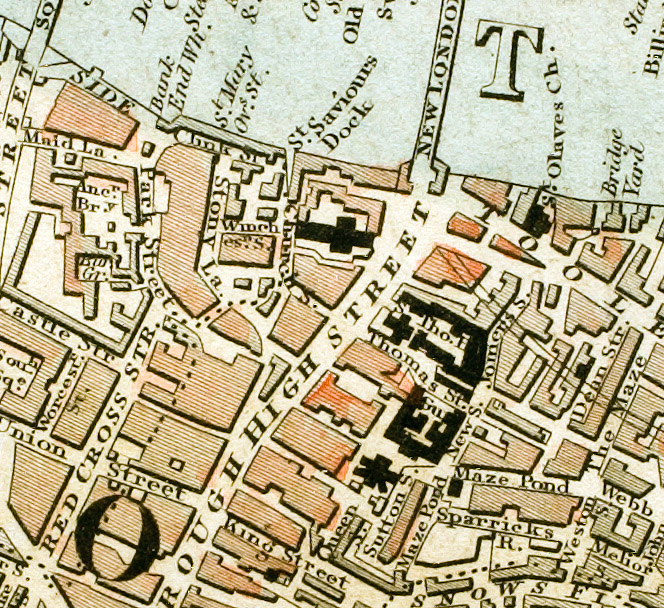
1833年蓋伊和聖托馬斯醫院的位置

蓋伊醫院由托馬斯·蓋伊於1721年在倫敦薩瑟克建成，目的為治療聖托馬斯醫院拒絕接受的「絕症病人」。蓋伊曾為聖托馬斯醫院的理事以及捐助人，其創立新醫院的計劃受到其他理事所支持，並且以極低的租金租借聖托馬斯街以南的土地999年作為興建醫院之用。蓋伊的遺體埋葬在醫院禮拜堂底部的墓穴。
醫院在過去數百年內不斷建展。醫院初期大樓包括位於東側的大廳及禮拜堂，以及位於西側的護士長及外科醫生室，兩側大樓形成了一個庭院。儘管蓋伊醫院在第二次世界大戰時不斷受到破壞，其18世紀禮拜堂仍然完好無缺。蓋伊塔（Guy's Tower）於1974年興建，樓高34層，148.65（487.7英尺）高。直至2014年前，蓋伊塔都是全世界最高的醫院大樓；大樓目前是倫敦第21高建築物。蓋伊塔分為兩部份，頂層（第18至30樓）為倫敦國王學院牙科學院的教學及實習之用，而底層（地下至18樓）則為醫學部門。

## 院區

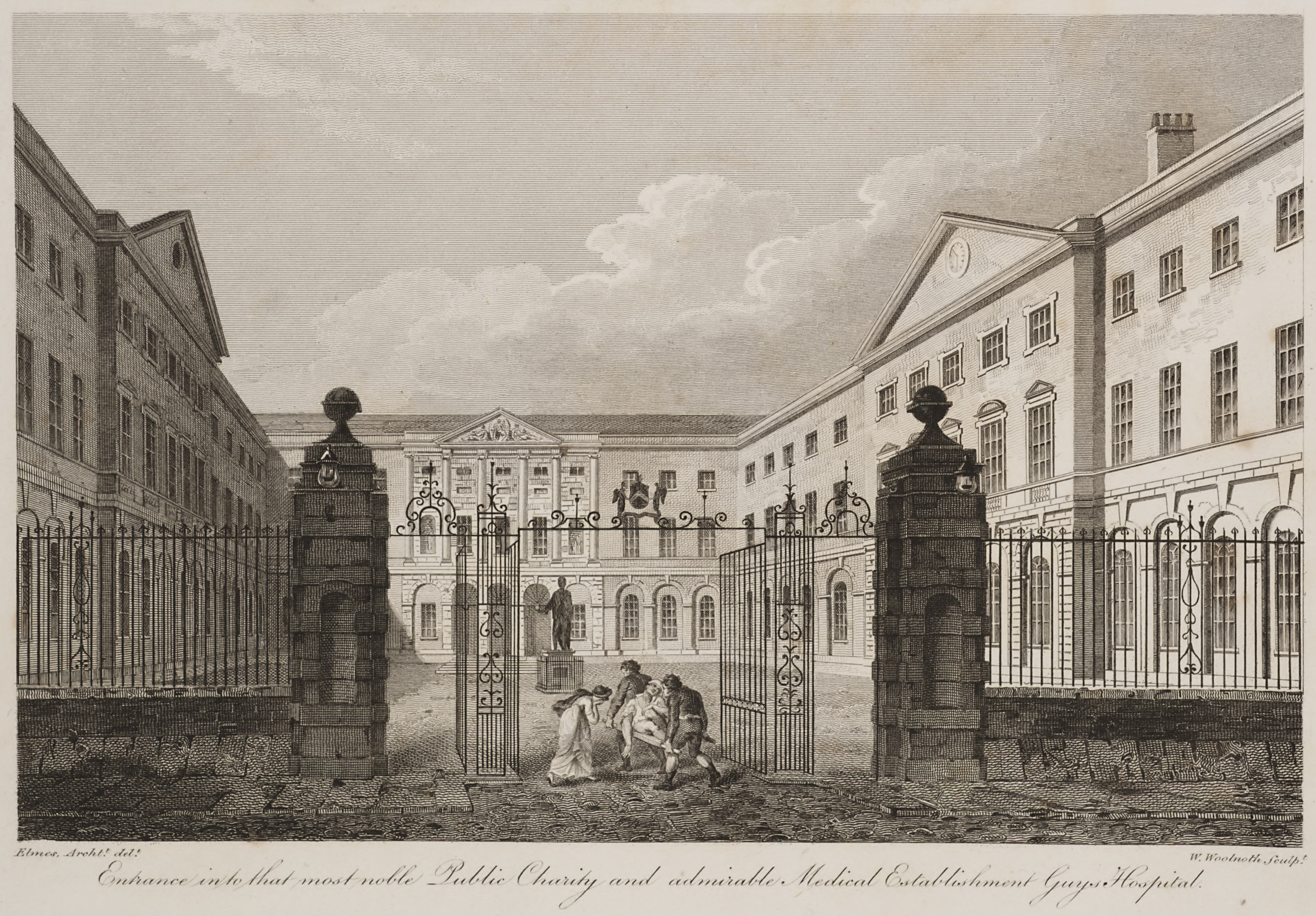
蓋伊醫院入口，1820年

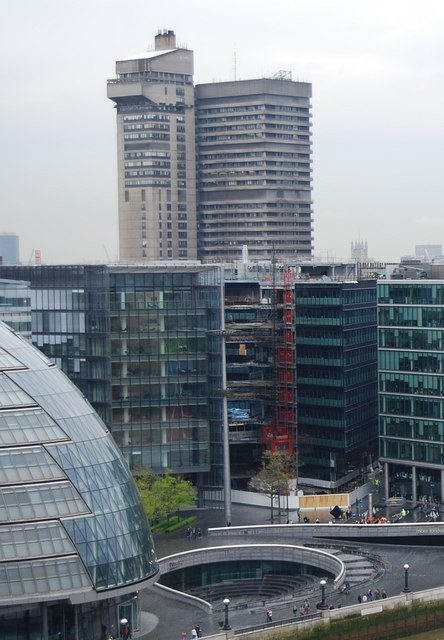
塔翼（蓋伊塔）

蓋伊醫院與倫敦國王學院蓋伊校區共用同一院區。醫院由19座建築物及大樓造成；由於建築物的鳥瞰輪廓特別，因而被學生稱為「松鼠」（the squirrel）。蓋伊醫院的主要醫院建築集中在鄰近聖托馬斯醫院舊址的東邊，包括塔翼、薩瑟克翼、伯蒙德翼、自治市翼及戰袍附樓。於1974年建成的塔翼直至香港養和醫院第三期在2008年興建完成前為世界全高的醫院大樓，亦是1970年代時倫敦最高的大樓。
舊蓋伊樓和倫敦國王學院教學建築群由列柱相連，列柱兩旁為東、西庭院。西庭院內置有醫院捐助人威廉·莫里斯的塑像，而東庭院則置有中世紀舊倫敦橋的拱頂，拱頂內座有醫學院畢業生約翰·濟慈的塑像。倫敦國王學院建築群圍繞醫院院區內的草坪。

## 著名醫學生及職員
- 亞歷山大·弗萊明 - 1945年諾貝爾生理學或醫學獎得主，青黴素發現者
- 弗雷德里克·霍普金斯 - 1929年諾貝爾生理學或醫學獎得主；蓋伊醫院醫學生及職員
- 約翰·濟慈 - 浪漫主義詩人；蓋伊醫院醫學生
- 路德維希·維根斯坦 - 在二戰期間於蓋伊醫院匿名工作[6][7]